# 아이뉴스24
아이뉴스24는 대한민국의 정보 통신 관련 인터넷 신문이다. 2000년 3월에 창간되었다. 2000년 10월에 월간 중앙으로부터 ‘IT업계 CEO들이 가장 즐겨 찾는 사이트’로 선정되고, 2001년 4월에 온라인 신문 가운데 최초로 정보통신부 출입 기자 등록을 하였다. 한편, 2004년 11월 1일 연예-스포츠 인터넷 신문인 <조이뉴스24>를  창간하기도 했다.
이창호는 1987년부터 전자신문사에서 12년간 근무하였으며 2000년 1월에 독립하여 아이뉴스24를 창간하고 현재까지 대표이사로 역할을 하고 있다. 2004년에는 연예/스포츠 미디어 조이뉴스24 (www.joynews24.com)를 창간하였다. '굵은 글씨' 2004년부터 2006년까지 한국콘텐츠산업연합회 무선인터넷 콘텐츠 자율 심의위원을 맡았으며 2003년 12월부터 2017년 1월말까지 사이에 한국인터넷신문협회 2대, 3대, 7대, 8대 회장을 역임하였다.
2011년에는 문화미디어부문에서 문화관광부장관 표창을 받았다.